# Hypographa epiodes
Hypographa epiodes là một loài bướm đêm trong họ Geometridae.